# Tour des échevins
Ne doit pas être confondu avec Maison dite Tour des Échevins.
La tour des échevins est un édifice du XVe siècle abritant un musée d'art et d'archéologie, situé à Luxeuil-les-Bains (Haute-Saône).

## Localisation
La tour des échevins est située sur la commune de Luxeuil-les-Bains, dans le département français de la Haute-Saône. Elle se trouve dans la rue Victor Genoux, en face de la Maison du Cardinal Jouffroy.

## Description

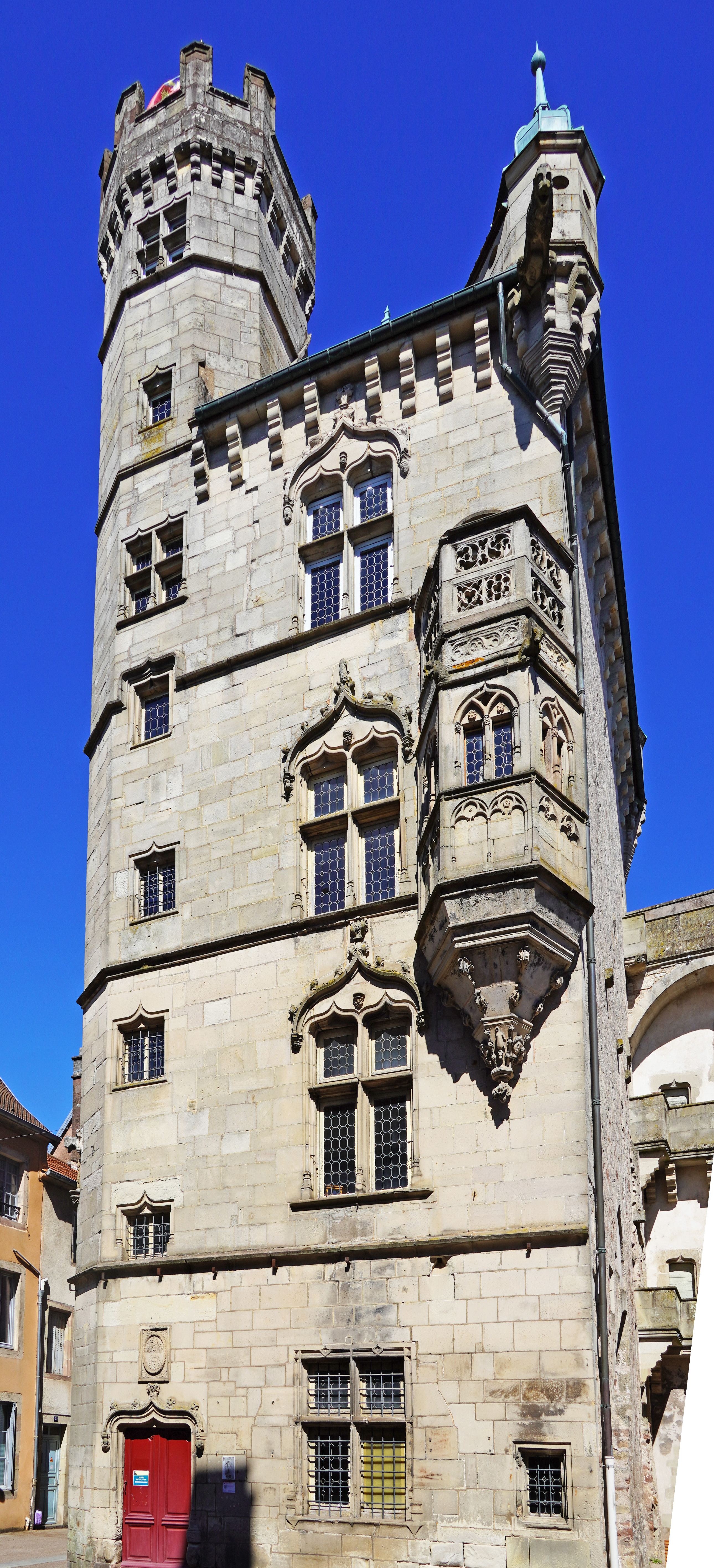
Façade principale.

L'édifice de forme rectangulaire, construit en grès des Vosges, possède quatre étages surmontés aux quatre angles d'un petit beffroi crénelé de forme octogonale et de trois échauguettes. À l'intérieur, un escalier latéral de 146 marches dessert les étages et mène au beffroi. Du sommet de celui-ci, à une hauteur de 33 m, la vue s'ouvre sur les Vosges, le Jura et les Alpes suisses.
La façade disposant de fenêtres à meneaux  richement décorées d'archivoltes gothiques faites de motifs floraux, est enrichie d'un oriel, de style gothique flamboyant, comportant trois baies surmontées d'arcades ogivales. La console qui soutient ce balcon est décorée de visages humains et de représentations animales.  
Le dessus des fenêtres est décoré de phylactères. Ceux-ci portent des inscriptions que l'on avait coutume de graver en vue de délivrer un message. Dans le cas présent ce sont des paroles de l’ Ave Maria.  

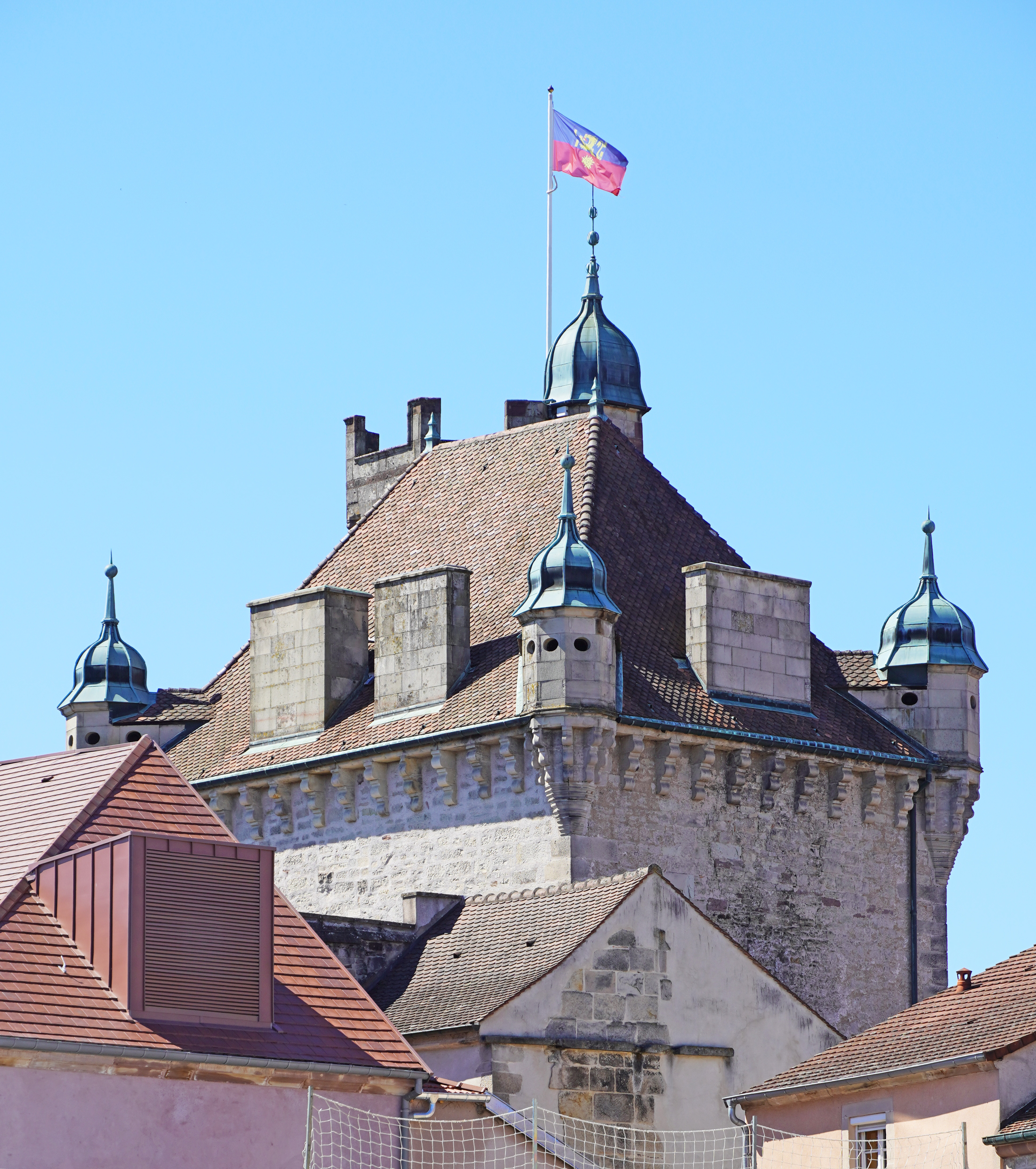
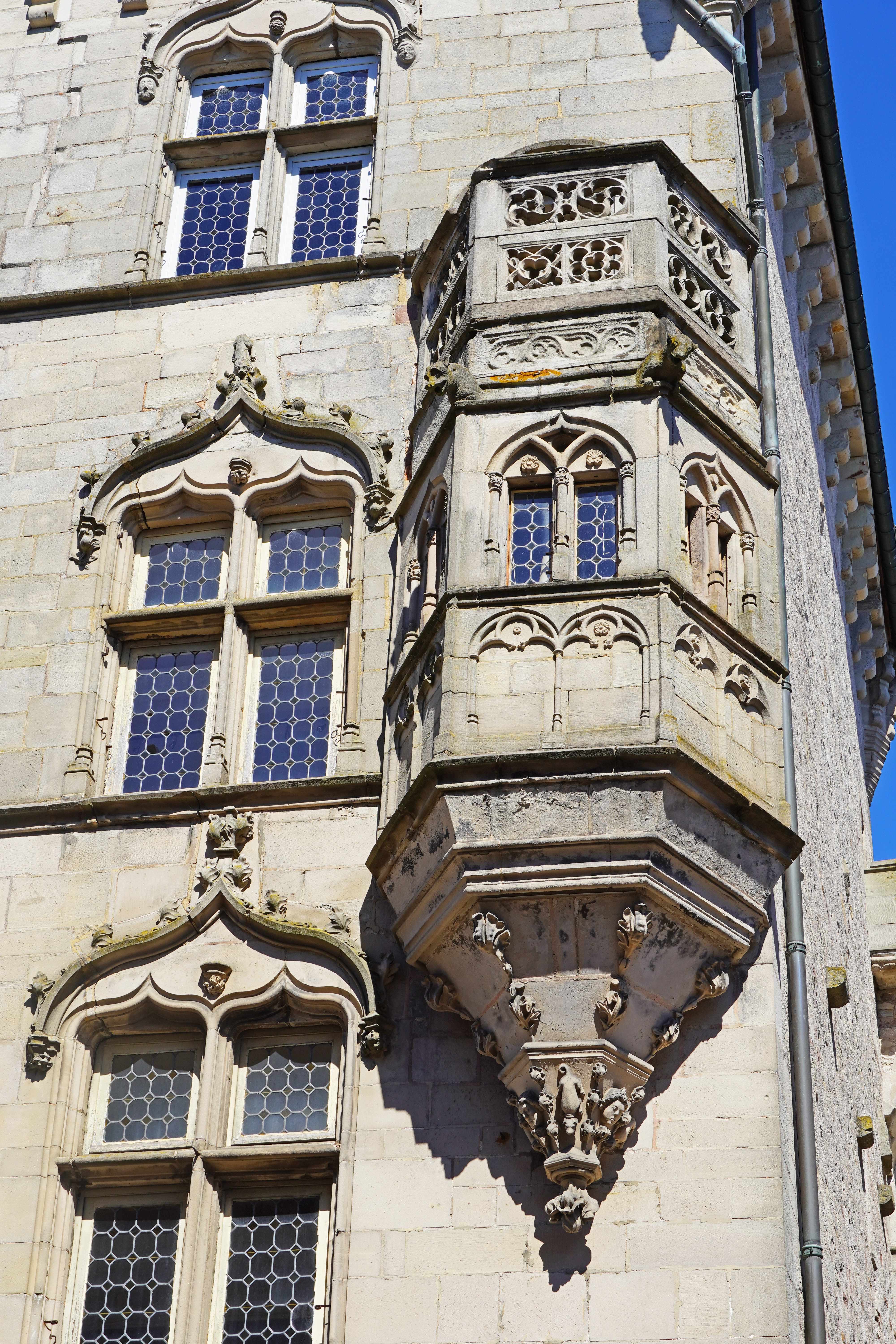
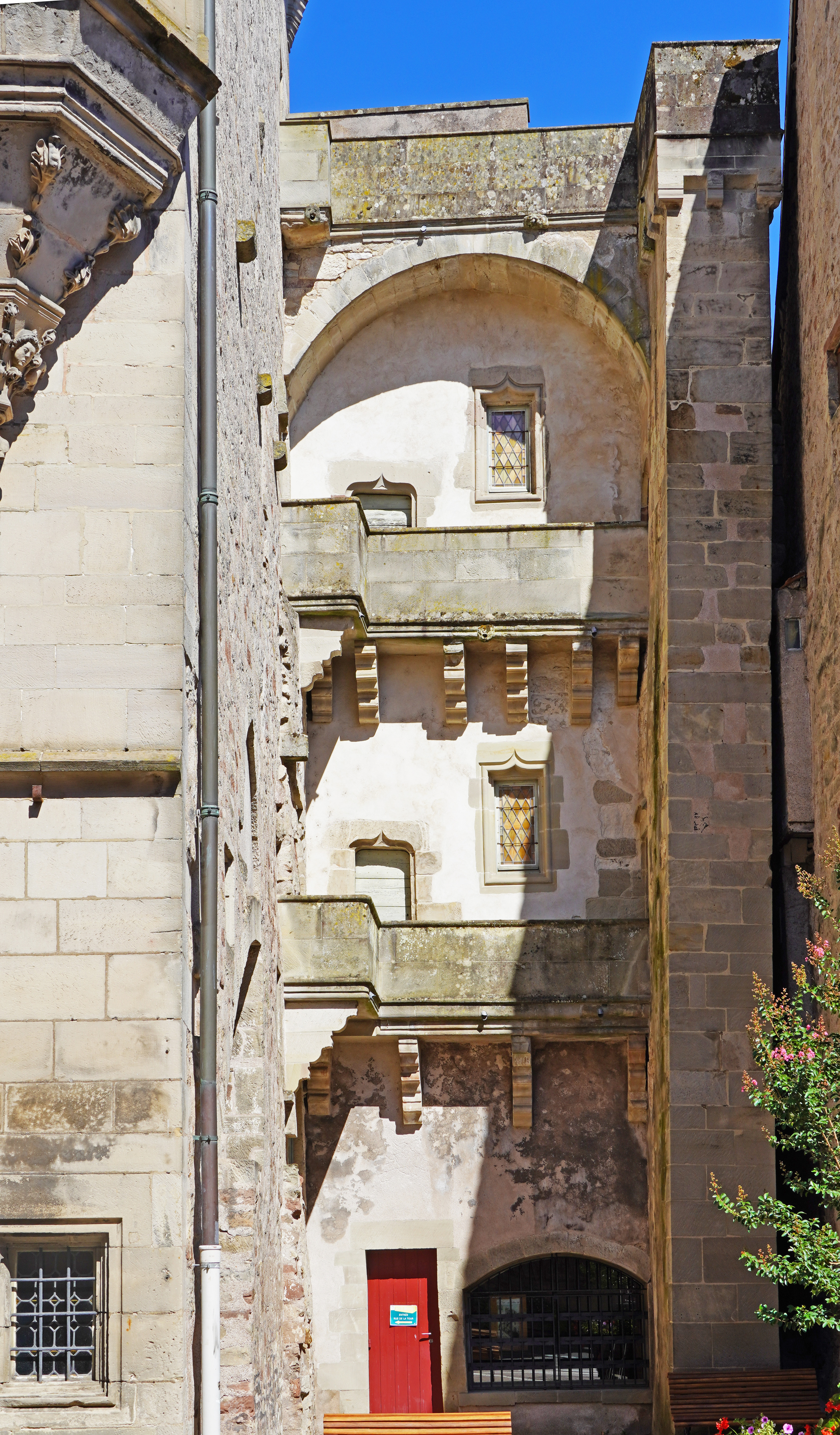
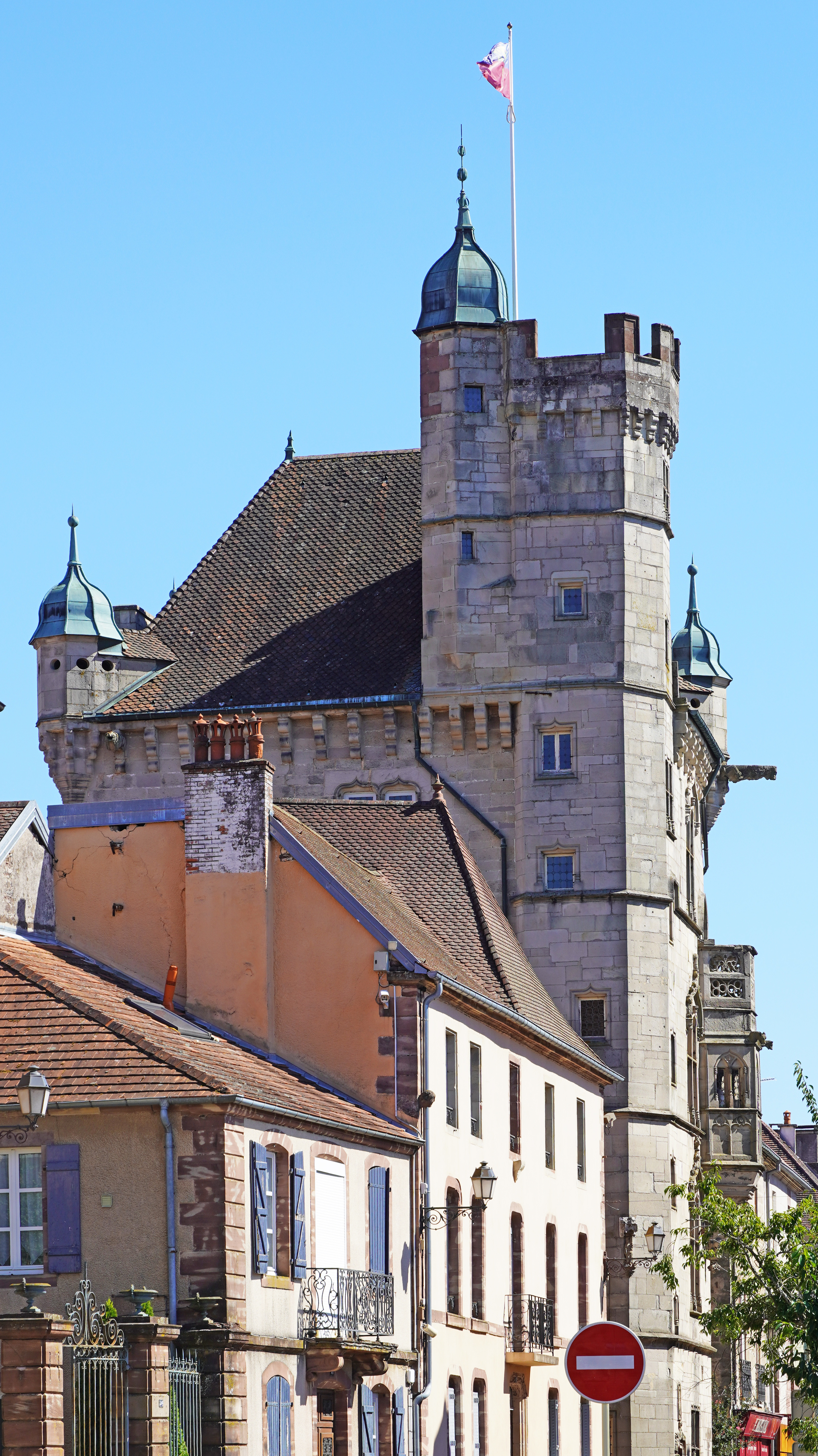

Une gargouille d'angle surplombe l'oriel.

## Historique
L' édifice a été construit dans la deuxième moitié du XVe siècle par Henri, fils de Perrin Jouffoy, et donc frère du cardinal Jean Jouffroy. On l'appelait initialement Tour de Jouffroy ou Maison carrée. Elle doit son nom actuel au fait que les élus municipaux se nommaient les échevins.  
D'abord  loué, il fut acquis en 1552 par les notables de Luxeuil pour servir d'hôtel de ville.  
Toutefois, dès le 22 janvier 1673, le conseil municipal décida de « recueillir les antiques trouvés sur son territoire, et de les déposer à l’Hôtel de Ville ». Cette date est considérée comme celle de la création du musée. 
Après avoir été prison civile, local des archives et bibliothèque, la tour abrite depuis 1865 le musée municipal d’Art, d’Histoire et d’Archéologie de la Ville. L'édifice  est classé au titre des monuments historiques depuis 1862.

## Les collections du musée
Le musée, l'un des plus anciens de France, renferme des collections consacrées  principalement à l'archéologie et à la peinture, toutes en rapport avec la ville de Luxeuil et ses environs.
Les différentes collections avaient été regroupées en 1947 dans l'établissement thermal avant leur transfert dans la tour en 1965, puis complétées par le legs du peintre luxovien Jules Adler (1865-1952).
Au rez-de-chaussée sont présentées  des statuettes étrusques des Ve-IVe siècle avant J.C., des ex-voto d'époque gauloise et des stèles gallo-romaines provenant de l'ancienne cité qui s'appelait Luxovium. Le premier étage est consacré à la céramique luxovienne. La salle du second étage accueille les expositions temporaires. Aux troisième et quatrième niveaux sont exposées des peintures de Jules Adler et de ses amis et élèves dont Paul Élie Dubois (1896-1981), Georges Fréset (1894-1975) et Paul-Laurent Courtot (1856-1925) ainsi que  des pastels d'Édouard Vuillard.